# Mérope (filha de Enopião)
Mérope era uma humana filha de Enopião, rei de Quio. Segundo o mito de Órion, filho de Poseidon, Mérope era uma princesa por quem Órion se apaixonou. Porém, Enopião tinha ciúmes. Então, ele prometeu a mão de Mérope se Órion matasse todas as feras que afugentavam os habitantes de Quio.
Após Órion matar as feras, Enopião embebedou-o com vinho, e inconscientemente, ele estuprou Mérope.